# Écosse
Pour les articles homonymes, voir Scotland et Écosse (homonymie).
Cet article concerne l'Écosse dans son ensemble et sa forme politique actuelle. Pour l'ancien État souverain, voir Royaume d'Écosse.
L'Écosse (en anglais et en scots : Scotland ; en gaélique écossais : Alba, /ˈal̪ˠapə/ ) est une nation constitutive du Royaume-Uni. Couvrant le tiers nord de l'île de Grande-Bretagne, l'Écosse continentale partage une frontière de 154 km avec l'Angleterre au sud, et est entourée par l'océan Atlantique au nord et à l'ouest, par la mer du Nord au nord-est et est, et par la mer d'Irlande au sud-ouest. Elle contient également plus de 790 îles, principalement dans les archipels des Hébrides et des Îles nordiques. La majeure partie de la population (dont la capitale Édimbourg) vit dans la ceinture centrale, qui correspond à la plaine située dans les Basses terres, entre les Hautes terres et les Hautes terres du Sud.
L'Écosse est divisée en trente-deux subdivisions administratives ou autorités locales, appelées conseils régionaux. La ville de Glasgow est la plus grande région communale en nombre d'habitants, tandis que le Highland est la plus grande quant à la superficie. Un pouvoir d'autonomie limité est dévolu par le gouvernement écossais à chaque subdivision, et couvre des domaines comme l'éducation, les services sociaux, les routes et les transports. L'Écosse est le deuxième plus grand pays constitutif du Royaume-Uni et représente 8,3 % de la population britannique en 2012.
Le royaume d'Écosse émergea en tant qu'État souverain vers 843, et exista jusqu'en 1707. Jacques VI devint également roi d'Angleterre et d'Irlande par héritage en 1603, pour former ainsi une union personnelle entre les trois royaumes. L'Écosse a ensuite conclu une union politique avec le royaume d'Angleterre, le 1er mai 1707, pour former le Royaume de Grande-Bretagne. L'Union créa le Parlement de Grande-Bretagne, qui succéda à la fois aux Parlements d'Écosse et d'Angleterre. En 1801, la Grande-Bretagne conclut une union politique avec le royaume d'Irlande, pour former le Royaume-Uni de Grande-Bretagne et d'Irlande. En 1922, l'État libre irlandais fit sécession du Royaume-Uni, conduisant ce dernier à être officiellement renommé « Royaume-Uni de Grande-Bretagne et d'Irlande du Nord », en 1927.
En Écosse, la Monarchie britannique a continué à utiliser une variété d'emblèmes, de titres et de symboles royaux spécifiques au royaume d'Écosse d'avant l'Union. Le droit écossais est également resté séparé de ceux de l'Angleterre, du pays de Galles et de l'Irlande du Nord. L'Écosse constitue une juridiction distincte en droit public et en droit privé. L'existence continue d'institutions juridiques, éducatives et religieuses distinctes de celles des autres nations britanniques ont contribué à la continuation de la culture écossaise et de son identité nationale, depuis l'Union avec l'Angleterre en 1707.
En 1999, un Parlement écossais a été rétabli, sous la forme d'une législature monocamérale dévolue comprenant 129 députés, ayant autorité sur de nombreux domaines de la politique intérieure. Le chef du gouvernement écossais est le Premier ministre d'Écosse, qui est assisté par un Vice-Premier ministre. L'Écosse est représentée au Parlement du Royaume-Uni par 59 députés. Elle est également membre du Conseil britanno-irlandais, envoie cinq députés du Parlement écossais à l'Assemblée britanno-irlandaise (en), et fait également partie d'un Comité ministériel conjoint (en), représenté par le premier ministre local.

## Étymologie

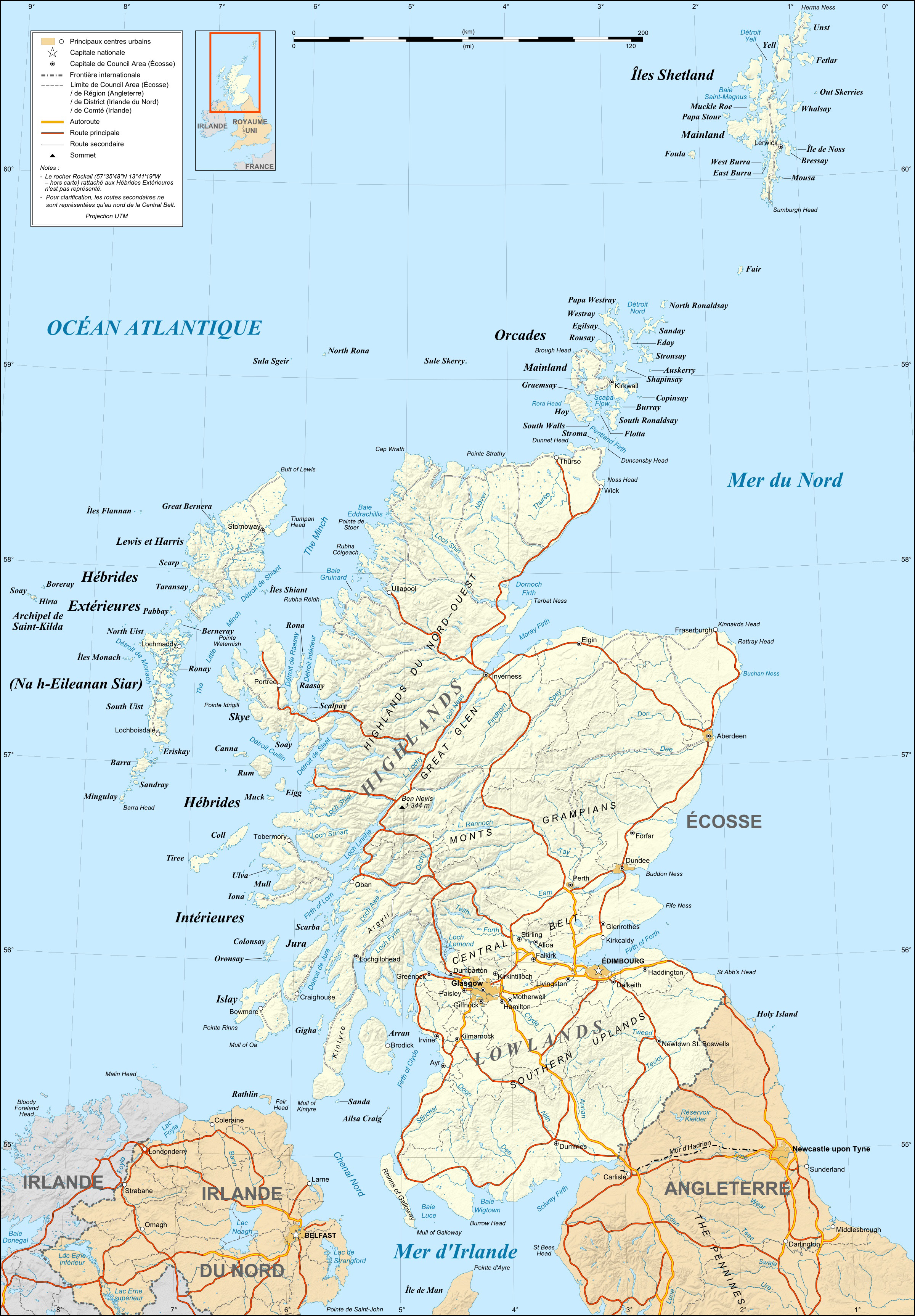
Carte de l'Écosse.

Le nom français Écosse découle du mot latin Scotia, lequel signifie pays des Scots. Il correspond à l'anglais Scotland.
Le mot latin Scotia était utilisé par les Romains pour désigner les Gaels qui peuplaient au Ve siècle le territoire actuel de l'Écosse ainsi que l'Irlande. Le grand philosophe Jean Scot Érigène, par exemple, était d'origine irlandaise et non écossaise, malgré son nom. En latin médiéval, scotti référait au peuple irlandais et par extension, aux Gaels d'Écosse.
Bède le Vénérable utilise le terme Scottorum natio (mot-à-mot : nation des Scots) pour désigner le peuple venu d'Irlande qui s'installa sur une partie des terres pictes (« Scottorum nationem in Pictorum parte recipit »). Ceci peut être interprété comme l'arrivée du peuple appelé Gaëls dans le royaume de Dal Riada, sur la côte ouest de l'Écosse.
Au Xe siècle, le mot Scot est mentionné dans la Chronique anglo-saxonne et fait référence au « pays des Gaëls », c'est-à-dire l'Irlande. Le terme Scottorum apparaît de nouveau, utilisé par un roi irlandais en 1005. L'expression Imperator Scottorum est ajoutée au nom de Brian Bóruma par Mael Suthain, dans le Livre d'Armagh. Il a été présumé que Brian Bóruma devait alors régner sur les Scots.
Cette dénomination fut quelque peu copiée par les rois écossais. On attribue l'expression Basileus Scottorum à Edgar Ier d'Écosse (1074-1107). Alexandre Ier d'Écosse (vers 1078-1124) utilisa l'expression Rex Scottorum sur son sceau, comme le firent ses successeurs jusqu'à Jacques II.

## Histoire

### Préhistoire
Les glaciers couvraient toute la surface de l'Écosse actuelle pendant le Mésolithique. Le Royaume-Uni faisait partie intégrante du Doggerland habité par de nombreux groupes de pêcheurs et de chasseurs-cueilleurs dès -10 800. Les îles Britanniques se forment à la suite de la fonte de la calotte glaciaire à la fin de la dernière glaciation,. Des groupes de colons ont commencé à bâtir les premières habitations permanentes connues sur le sol écossais vers −7 500, et les premiers villages vers −4 000. Celui fort bien conservé de Skara Brae sur Mainland dans les Orcades est daté de -3100. Des habitations, tombes et lieux de culte du Néolithique existent en nombre important et en bon état de conservation dans les Northern Isles et les Hébrides extérieures, où le peu d'arbres a entraîné la construction d'édifices en pierres du lieu.

### Antiquité
En raison de sa position géographique excentrée, la Calédonie a été moins touchée par les invasions que l'Angleterre et a fortiori que les régions continentales. Après la conquête de l'Angleterre (en l'an 45 env.) par Claude, les Romains n'ont pas réussi à pacifier l'Écosse. Mais d'autres hypothèses mettent aujourd'hui à mal cette idée d'échec. En effet, de récentes découvertes archéologiques ont permis d'établir toute une ligne de fortifications romaines courant de l'Est jusqu'au Nord, jusqu'au-delà même d'Inverness, à Tarradale et à Portmahomack. Des camps ont aussi été reconnus à Cawdor, Balnageith, Normandykes entre Inverness et Aberdeen. Ces fortifications, parfois pérennes (Inchtuthil au nord-ouest de Dundee), indiquent une pénétration importante des Romains jusque dans les Highlands peut-être les prémices d'une invasion durable aux Ier et IIe siècles. L'inhospitalité des lieux et le manque d'intérêt économique de la région ont pu aussi influer sur la décision des autorités romaines d'abandonner cette région.
Dès lors, les Romains se sont retranchés derrière le mur que l'empereur Hadrien fit édifier vers l'an 122, et qui réussit à contenir tant bien que mal les Pictes jusqu'en 364. Le mur d'Antonin construit plus au nord ne fut pas efficace longtemps.
Selon le Grec Claude Ptolémée, les différents peuples qui habitent alors l'Écosse étaient les Brigantes, les Caledonii, les Votadini, les Selgovæ, les Novantæ, les Damnonii, les Verturiones, etc.

### Moyen Âge
Au Moyen Âge, l'ensemble humain de ce qui devient l'Écosse est composé de peuples différents : des Celtes (les Picti, les Bretons, les Scots venus d'Irlande), et des Germains (les Angles avec la Bernicie puis la Northumbrie, les Vikings à la suite des invasions norvégiennes des Orcades et de l'Écosse).
En 563, le moine irlandais Columcille (ou Columkill, ou Colomba — ne pas confondre avec Colomban) fonde un monastère sur l’île d’Iona, dans le royaume scot de Dal Riada. Cette abbaye prestigieuse va lancer des missions non seulement sur le Dal Riada, mais jusque sur les terres des Pictes.
Les différents royaumes vont être absorbés par ce royaume des Scots et former la Scotia, c'est-à-dire l'« Écosse » en français. Ces royaumes étaient :
- le royaume de Fortriú (picte) ;
- le royaume de Fib (picte) ;
- le royaume de Gododdin (breton, héritier des Votadini), absorbé par la Northumbrie saxonne ;
- le royaume de Strathclyde (breton) ;
- le royaume de Dal Riada (scot)
- le royaume de Northumbrie (angles).

En Écosse, on parle souvent d'une Auld Alliance (« la Vieille Alliance ») entre l'Écosse et la France : l'alliance traditionnelle contre l'Angleterre signée en 1295. Cette alliance s'est poursuivie, avec le mariage de Marie Stuart, reine d'Écosse et François II en 1558.

### Époque moderne
Marie Ire d'Ecosse, fille de Marie de Guise et Jacques V, est connue pour son histoire tragique qui a inspiré de nombreux écrivains, cinéastes…
Elle est l'une des premières reines à avoir des projets d'union entre l'Écosse et l'Angleterre. En effet, elle est une des héritières au trône d'Angleterre, car elle est la petite-fille de Marguerite Tudor, sœur aînée de Henri VIII.
Elle n'aboutit pas à ses projets mais son fils y parvient.
Elle donne naissance en 1566 au roi Jacques VI d'Écosse qui devint également Jacques Ier d'Angleterre et d'Irlande.
En 1701, le Parlement de Londres régla la succession au trône d'Angleterre en faveur de la maison de Hanovre, mais le Parlement écossais menaça pour un temps de faire un choix différent, peut-être en faveur du fils du roi déchu Jacques II, « Jacques III et VIII », ami du roi de France, qui pouvait prétendre aux trois trônes. Mais les parlementaires écossais, marchands pour la plupart, avaient des soucis financiers découlant du désastre du projet Darién au Panama. Après de longues négociations, le Traité d'Union fut signé et le « Royaume-Uni de Grande-Bretagne » vit le jour en 1707.
En 1727, naît la Royal Bank of Scotland pour dédommager les porteurs du projet Darién. Elle concurrence la Bank of Scotland, rejointe aussi par la British Linen Company qui prête dès 1764 aux filatures de lin. Aidée par la Société agronomique écossaise, la production écossaise de lin triple entre 1730 et 1775, entre Dundee et Glasgow, qui double ses exportations, entre 1725 et 1738.
Ce cocktail de croissance écossaise encore plus rapide qu'en Angleterre et de concurrence bancaire font que l'Écosse est le pays à adopter le plus vite les billets de banque, après la Hollande. En 1772, elle compte déjà 31 banques dont 21 à Édimbourg. L'une d'elles, l'Ayr Bank fait défaut sur ses billets, aggravant la crise de 1772 via une cascade de faillites en Écosse puis en Europe. Les Écossais sont alors violemment critiqués par les Anglais.
La bataille de Culloden de 1746 a entre-temps marqué l'échec du quatrième des débarquements royalistes en Écosse, après ceux de 1692, 1708, et 1715. Les espoirs de restauration de la lignée des Stuart s'éteignent. Le mode de vie traditionnel des Highlanders (les clans, les tartans et même la cornemuse) est interdit.
Walter Scott (1771-1832), auteur prolifique de ballades, poèmes et romans historiques, fait connaître la littérature écossaise et au XIXe siècle, Glasgow et le Clyde deviennent un important centre de construction navale et la « deuxième cité de l’empire » britannique après Londres.

### Histoire contemporaine
(juillet 2022).
Un parlement écossais a été instauré par le Scotland Act, adopté par le Parlement britannique en 1998. Un référendum avait été organisé auparavant, en septembre 1997 et une large majorité s’était prononcée en faveur de la création d’un parlement. C’est le premier parlement écossais depuis 1707. Il est composé de 129 députés.
Le gouvernement écossais issu des élections parlementaires est dirigé par un Premier ministre ou une Première ministre. En anglais, elle ou il est appelé « First minister ». Cette dénomination est aussi reprise pour désigner les Premiers ministres du Pays de Galles et d'Irlande du Nord. Le terme de « First minister » évite une confusion avec le (la) Premier (Première) ministre du Royaume-Uni, le « Prime minister ».
Les premières élections du parlement écossais ont été organisées le 6 mai 1999. La première séance du parlement a eu lieu le 12 mai 1999. Des élections ont eu lieu ensuite en 2003. Le Parti travailliste était alors le plus grand parti (29,3 % des votes et 50 sièges) manquant de peu la majorité. Avec l'appui des Libéraux (11,8 % et 17 députés) du Scottish Liberal Democratic Party, les travaillistes formaient le Scottish Executive, c'est-à-dire le gouvernement d'Écosse.
Il y avait une présence non négligeable d'élus indépendantistes du SNP (20,9 % et 27 sièges) (Scottish National Party, centre gauche ; en effet, c'était le deuxième parti du parlement), des socialistes indépendantistes (6,9 % et six députés) répartis entre le SSP (Parti socialiste écossais) et Solidarité et des écologistes indépendantistes du Parti vert écossais (6,7 % et 7 sièges). Les conservateurs unionistes, dont le Scottish Conservative and Unionist Party, droite, qui s'opposaient à la création du Parlement, n'avaient plus que quelques élus (15,5 % et 18 sièges).
Les élections du 3 mai 2007 ont donné l'avantage au SNP, qui a devancé d'un siège le parti travailliste (47 sièges pour le SNP, 46 pour le parti travailliste). Les conservateurs et les démocrates gardent à peu près le même nombre de sièges, tandis que les verts et autres petits partis sont éliminés. Depuis la création du SNP, c'est la première fois qu'il devient le parti le plus important à l'Assemblée écossaise. Cependant, n'ayant pas la moitié des sièges, il a formé un gouvernement minoritaire dirigé par Alex Salmond.
Enfin, lors des élections du 5 mai 2011, le SNP obtient la majorité absolue des sièges (69 sur 129). Le Premier ministre, Alex Salmond, a d'ores et déjà promis l'organisation d'un référendum sur l'indépendance le 18 septembre 2014, à l'issue des jeux du Commonwealth qui ont lieu à Glasgow. Selon les résultats d'un sondage publié par le Sunday Times le 7 septembre 2014, les partisans de l'indépendance de l'Écosse arrivent en tête (51 % contre 49 %). Finalement, l'indépendance sera rejetée assez nettement, par 55,3 % de votes contre.
Lors du référendum du 23 juin 2016 sur la sortie du Royaume-Uni de l'Union européenne, la majorité des votants Écossais se sont prononcés pour le maintien au sein de l'UE, avec 62 % des suffrages exprimés, à l'inverse de la majorité du Royaume-Uni. En conséquence, la Première ministre écossaise Nicola Sturgeon n'exclut pas l'organisation d'un nouveau référendum sur l'indépendance de l'Écosse. Lors du référendum de 2014, l'un des principaux arguments utilisés par les opposants à l'indépendance était qu'une sortie de l'Écosse au sein du Royaume-Uni aurait automatiquement entraîné une sortie de l’UE. Pour autant, un nouveau référendum nécessiterait l'approbation de Londres. En octobre 2016, la Première ministre britannique Theresa May a déclaré que tant l'idée d'organiser un nouveau référendum sur l'indépendance de l’Écosse que celle de donner un éventuel droit de veto à l'Écosse dans les négociations à venir avec l'Union européenne étaient exclues. D'après Rory Scothorne, la société écossaise se trouve en situation de crise, laquelle contribue à aviver les sentiments indépendantistes : « la presse écrite nationale s’effondre sous la pression des réseaux sociaux ou à la suite de rachats par des multinationales ; bon nombre d'universités figurent parmi les plus précaires et les plus privatisées du Royaume-Uni[réf. nécessaire]. Et une myriade d’organisations non gouvernementales (ONG), dont beaucoup dépendent de subventions, tentent désespérément de compenser le recul de services publics désormais à l’os ».

## Géographie

### Topographie

Carte topographique simplifiée de l'Écosse.

L'Écosse ne possède qu'une seule frontière terrestre, au sud du pays, celle qui est partagée avec l'Angleterre. Ses frontières maritimes la séparent de l'Irlande du Nord et des îles Féroé, territoire danois.
L'Écosse compte de nombreux archipels, regroupant près de 790 îles. Les trois principales sont les Shetland, au nord, les Orcades, au large de Thurso, et les Hébrides, au nord-ouest. L'île de Skye fait partie des Hébrides Intérieures, au même titre que l'île de Mull. Les côtes, à la manière des fjords, sont très découpées et constituées de falaises ou de rochers, mais on rencontre également des plages de sable.
Les montagnes recouvrent une vaste superficie. Les points culminants en sont le Ben Nevis (1 345 m) et le Ben Macdhui (1 309 m), tous deux fortement façonnés par les glaciers. La neige y persiste tout au long de l'année sous forme de névés. Le volcanisme, bien qu'ancien, est visible dans certaines parties du relief (formation du Quiraing et piton de l'Old Man of Storr sur l'île de Skye, orgues basaltiques de Staffa, dykes d'Édimbourg, crag du château de Stirling, cône volcanique de l'île d'Ailsa Craig).
Les lochs sont des lacs d'eau douce ou des fjords étroits et profonds débouchant sur la mer. Ces derniers ont été façonnés par l'érosion lors de la dernière glaciation. Ils sont ainsi souvent situés dans des vallées glaciaires, appelées glens, dont le fond est occupé par un lac ou un bras de mer. Les lochs écossais les plus célèbres sont sans doute le Loch Ness, le Loch Awe, le Loch Lomond et le Loch Tay, mais il en existe des centaines. Les lochs de mer, tout aussi nombreux, comprennent par exemple le Loch Long, le Loch Fyne, le Loch Linnhe et le Loch Eriboll.

### Climat
Le climat de l'Écosse est un climat tempéré océanique, bénéficiant de l'influence du Gulf Stream. Les précipitations sont abondantes, en particulier sur la partie nord-ouest du pays. En hiver, il y neige fréquemment mais la neige a tendance à fondre rapidement en raison des changements de température et de l'influence du Gulf Stream, particulièrement le long des côtes.
Cependant, en raison de sa relative proximité avec le cercle polaire (l'Écosse est en effet située à la même latitude que les parties sud de l'Alaska et de la Norvège), les hivers peuvent parfois être très rigoureux, surtout lorsque l'on s'avance à l'intérieur des Highlands où il peut neiger dès la fin du mois de septembre. Aussi, lorsqu'une masse d'air polaire s'abat sur le pays, les températures peuvent alors chuter de façon drastique en quelques heures seulement. Un record de froid fut enregistré à Aviemore (Highlands) le 10 janvier 1982 avec −27,2 °C relevés au thermomètre (avec probablement des températures proches de −40 °C sur les proches sommets des Cairngorms).
Les températures moyennes des mois d'été oscillent généralement entre 15 et 20 °C.

## Environnement

### Flore

Carte de la couverture du sol de l'Écosse.

La flore de l'Écosse est un assemblage d'espèces de plantes dont plus de 1 600 espèces de plantes vasculaires, plus de 1 500 de lichens et près de 1 000 bryophytes. Le nombre total d'espèces vasculaires est faible par comparaison avec d'autres pays mais les bryophytes et les lichens sont abondants et ces derniers forment en Écosse une population d'importance mondiale. Plusieurs populations d'espèces rares de fougères existent, bien que l'impact des collectionneurs du XIXe siècle ait mis en péril l'existence de plusieurs espèces.
Les forêts sont rares, à cause du déboisement excessif dans le passé ou de la pauvreté du sol sur les montagnes. Le vent et le blizzard soufflant sur les pentes en hiver ne facilitent également pas la végétation. Les landes sont couvertes de bruyères ou de fougères et l'herbe est souvent si rare que des centaines de kilomètres carrés sont totalement inutilisables pour l'agriculture. Cependant, depuis plusieurs dizaines d'années, le gouvernement écossais investit en masse pour la « reconstruction » de son patrimoine forestier et, dans certaines parties du pays, on peut parfois y rencontrer sur de grandes étendues des milliers de jeunes sapins calédoniens laissant espérer un reboisement dans les vingt prochaines années.

### Faune
La faune de l'Écosse est généralement typique du nord-ouest de la partie européenne de l'écozone paléarctique, bien que plusieurs des gros mammifères du pays aient été chassés jusqu'à leur extinction et que l'activité humaine ait aussi donné lieu à l'arrivée de diverses espèces (cervidés pour la chasse notamment).
Les divers environnements tempérés d'Écosse regroupent 62 espèces de mammifères sauvages, y compris une population de chats sauvages, un nombre important de phoques gris et de phoques communs et la colonie la plus au nord de grands dauphins.
Côté insectes, notons la présence des midges. Minuscules insectes ailés, les midges apparaissent dès le début de l'été et se constituent en essaims. Insectes qui piquent (les femelles mordent pour se nourrir de sang), ils représentent une certaine nuisance, lors de bivouacs, pour les campeurs non équipés de moustiquaires spécifiques (à fines mailles).
Les mers entourant l'Écosse sont parmi les plus productives sur le plan biologique dans le monde : on estime que le nombre total d'espèces marines écossaises dépasse les 40 000. Les monticules de Darwin sont un domaine important de mer froide et en eau profonde avec des récifs coralliens découvert en 1988. Dans l'intérieur des terres, près de 400 populations génétiquement distinctes de saumons atlantiques vivent dans les rivières écossaises. Ce poisson fait également l'objet d’élevage sur de très nombreux sites différents.

## Démographie
L'Écosse compte quatre grandes villes et six villes secondaires : Glasgow (580 690 hab. près de 1,7 million dans l'agglomération), Édimbourg (457 020 hab.), Aberdeen (211 910 hab.), Dundee (145 460 hab.), Stirling (86 200 hab.), Inverness (53 920 hab.), Ayr (46 431 hab.), Perth (44 000 hab.), Dumfries (38 000 hab.) et Falkirk (34 071 hab.).
Lors du recensement de 2010, l’Écosse comptait 5 168 500 habitants. Selon les estimations de 2004, ce nombre pourrait être de 5 078 400. La superficie de l’Écosse étant de 78 772 km2, la densité de population est alors de 64 personnes au km2. Environ 70 % de la population vit dans les Central Lowlands, une large et fertile vallée, s’étirant du nord-est au sud-ouest entre les villes d’Édimbourg et de Glasgow et comprenant des bassins de populations importants tels que Stirling, Falkirk, Perth et Dundee. D’autres concentrations de populations se trouvent sur la côte nord-est, principalement autour d'Aberdeen et d’Inverness. La ville de Glasgow compte la densité la plus élevée avec 3 292 personnes/km2, alors que la région des Highlands compte la densité la plus faible avec seulement 5 personnes/km2.
Près de Glasgow, le bruit des chantiers navals de la Clyde et des mines de charbon s'est tu avec la fin de la seconde guerre mondiale. En raison du chômage, de nombreux jeunes diplômés émigrent vers l'Australie. Le journaliste écossais Douglas Lindsay Hill a raconté comment le pétrole de la mer du Nord, qui ressuscitait des rêves d'indépendance écossaise, a été « confisqué » par l'Angleterre[réf. nécessaire].
L’Écosse présente le taux de décès par overdose le plus élevé d'Europe, une situation due au manque de fonds, à une législation inadéquate, à une prise en charge trop lente ou encore à la détresse sociale.

## Langues
L'anglais et le gaélique écossais sont les deux langues officielles de l'Écosse. Une autre langue, ayant le statut de langue régionale, le scots, est également reconnue selon les termes de la Charte européenne des langues régionales ou minoritaires.

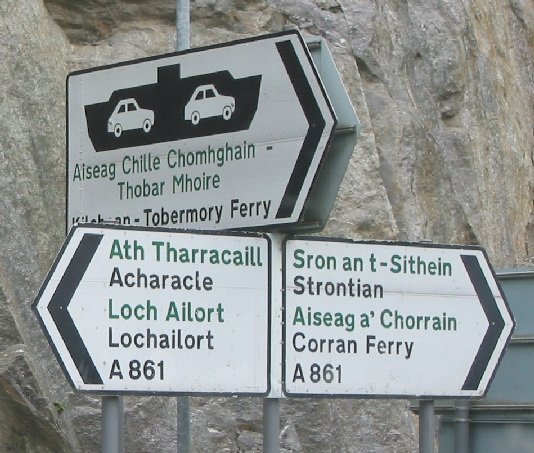
Signalisation bilingue en écossais et anglais dans les Highlands.

L’anglais est la langue maternelle de 98 % de la population écossaise. Il s’agit généralement d’un anglais fortement teinté d’accent scots et de certaines particularités lexicales et grammaticales. Les Écossais anglophones monolingues vivent, dans une proportion de 75 %, dans les Central Lowlands, c’est-à-dire dans le centre et le sud de l’Écosse.
Les mêmes statistiques de 2001 indiquaient que 65 674 personnes âgées de trois ans et plus, soit seulement 1,3 % de la population écossaise, étaient encore capables de parler, lire et écrire en gaélique écossais. Les plus grandes concentrations d’Écossais celtophones se trouvent au nord-ouest, c’est-à-dire dans les Western Isles (ou les Hébrides), les Highlands, ainsi que la région de Strathclyde et celle d’Édimbourg, la capitale. Le gaélique écossais n'est pratiquement plus parlé dans le sud de l'Écosse. Jacques IV (1473-1513), fut, semble-t-il, un des derniers rois à parler le gaélique écossais.
L'anglais écossais est la variété régionale de l'anglais en usage en Écosse, appelée en anglais Scottish English ou Scottish Standard English. C'est la langue écrite usuelle en Écosse dans les textes non littéraires. Elle ne doit pas être confondue avec le scots, langue germanique très proche mais distincte de l'anglais moderne ; quoique les deux noms aient souvent été employés l'un pour l'autre, l'usage moderne est de séparer clairement les deux.

### Anglais écossais
L'anglais écossais est le résultat de l'interférence linguistique entre le scots et l'anglais à partir du XVIIe siècle. Le passage de nombreux locuteurs du scots à l'anglais se fit au prix de nombreux compromis phonologiques et transferts sémantiques, ainsi que de phénomènes d'hypercorrection. L'orthographe, la ponctuation et la grammaire de l'anglais écossais suivent généralement l'usage de l'Oxford English Dictionary. L'anglais des Highlands diffère un peu de celui des Lowlands, en ce qu'il reflète une plus grande influence phonologique, grammaticale et lexicale de la langue de substrat, le gaélique écossais.
En dépit de variations régionales et sociales, l'anglais écossais possède un certain nombre de traits de prononciation caractéristiques. Il existe peu de différences de grammaire avec les autres variétés d'anglais, bien que la forme progressive s'emploie typiquement avec une plus grande fréquence qu'ailleurs, par exemple avec certains verbes de sens statif (I'm wanting a drink « Je veux un verre »). Au futur, la forme progressive indique souvent une supposition (You'll be coming from Glasgow « Tu dois venir de Glasgow » / « Je suppose que tu viendras de Glasgow »).
L'anglais écossais possède un certain nombre de mots peu usités dans le reste du Royaume-Uni (ainsi que dans d'autres variétés d'anglais) ; certains font partie du vocabulaire général, tels que outwith « hors de » (plutôt que outside of), wee « petit » (mot du scots, employé aussi en anglais irlandais), pinkie « petit doigt, auriculaire » (plutôt que « little finger »), janitor « concierge, gardien » (plutôt que caretaker) ; d'autres désignent des réalités culturelles spécifiques, comme haggis ou caber.

### Gaélique écossais
L'écossais ou gaélique écossais (appelé Gàidhlig à comparer avec le Gaeilge parlé en Irlande) est une langue gaélique (celtique) parlée en Écosse, dans les Highlands, dans les îles, ainsi que par quelques communautés de Nouvelle-Écosse, surtout dans l'île du Cap-Breton. L'expulsion forcée de paysans écossais par de grands propriétaires terriens au XIXe siècle explique que la langue se soit répandue jusqu'au Canada où elle a décliné (gaélique canadien). Il est reconnu par le Royaume-Uni comme langue régionale de l’Écosse selon la Charte européenne des langues régionales ou minoritaires et depuis une loi du parlement écossais votée le 21 avril 2005, c'est une langue officielle de l'Écosse (avec l'anglais). Il est utilisé dans la signalisation routière bilingue.
En tant que langue traditionnelle des Gaels, ou Scots (les Celtes venus d'Irlande qui peuplèrent le nord-ouest des îles Britanniques vers le Ve siècle), le gaélique occupe une place importante dans la culture traditionnelle écossaise. Il constitue en effet la langue historique de la majeure partie de l'Écosse actuelle.
Le gaélique écossais comptait, en 2006, 58 750 locuteurs.

### Scots
Le scots (appelé en scots the Scots leid, the Scotch tung etc.) est une langue germanique parlée en Écosse et dans le nord de l'Irlande (dans l'Ulster). Dérivé du vieux northumbrien, un des dialectes septentrionaux du vieil anglais parlé au nord de la rivière Humber, en Grande-Bretagne, avant l'invasion normande (1066), et influencé par le vieux norrois, apporté dans l'île par les Vikings danois au IXe siècle, il demeure très proche de l'anglais. Le scots constitue notamment l'idiome régional propre aux Lowlands, dont l'un des dialectes est le doric.
En raison de différences existant entre les dialectes du scots et de la non-existence d'une autorité de régulation, il n'existe pas d'orthographe standard pour le scots et ce, en dépit de plusieurs efforts émanant de locuteurs de cette langue.
Le scots n'a pas connu l'importante modification de la prononciation des voyelles (grand changement vocalique) qu'a connu l'anglais. À titre d'exemple, le mot anglais « town » se prononce avec une diphtongue mais le mot équivalent en scots, « toun », se prononce /tun/.
Le poète Robert Burns, auteur entre autres de la chanson Auld Lang Syne, est l'un des écrivains de langue scots les plus connus et les plus populaires.

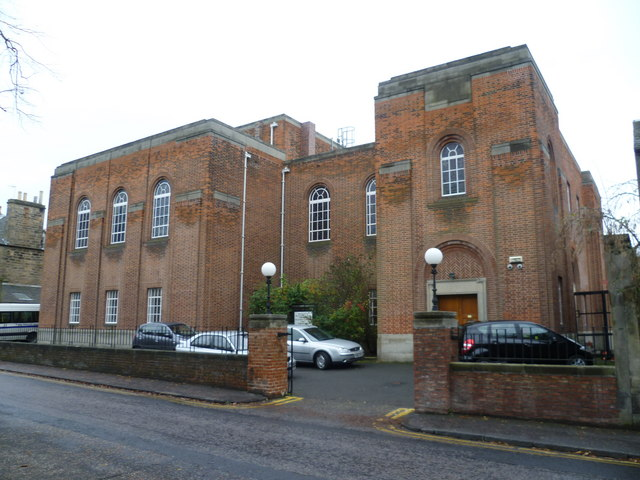
La synagogue d’Édimbourg dans le quartier Newington

#### Scots-yiddish
Le scots-yiddish est le nom donné à un vernaculaire hybride juif entre l'écossais des Lowlands (le scots) et le yiddish (langue des Juifs ashkénazes), qui a été brièvement en vigueur parmi la communauté juive écossaise des Lowlands, lors de la première moitié du XXe siècle. L'historien littéraire écossais David Daiches le décrit dans son récit autobiographique,Two Worlds. C'est également la langue du poète juif de Glasgow, A. C. Jacobs,.

## Économie
L’économie de l’Écosse est étroitement liée à celle du Royaume-Uni et est essentiellement basée sur un système capitaliste avec très peu d’intervention de la part de l’État[réf. nécessaire]. Après la révolution industrielle, l’économie écossaise est dominée par la construction navale, l’industrie minière et la sidérurgie. La participation de l’Écosse à l’Empire britannique lui a permis d’exporter sa production à travers le monde. Mais l’industrie lourde a décliné dans la dernière partie du XXe siècle. L’Écosse subit, à partir du milieu des années 1970, la même crise industrielle que le pays de Galles et le Nord de l’Angleterre. Les mines, charbon, fer et sidérurgie, sont victimes de la concurrence mondiale, menant à une mutation de l’économie de l’Écosse, qui va progressivement se baser sur la technologie et les services. Les années 1980 ont vu le développement de la Silicon Valley écossaise : la Silicon Glen (glen, vallée en écossais), entre Glasgow et Édimbourg, abritant beaucoup de grandes entreprises technologiques venues s’implanter en Écosse. Aujourd’hui, l’industrie technologique emploie 41 000 personnes. Les entreprises basées en Écosse sont spécialisées dans les systèmes d’information, la défense, l’électronique et les semi-conducteurs, dans certaines régions industriellement sinistrées. La croissance économique en Écosse a en moyenne été supérieure à celle de la Grande-Bretagne prise dans son ensemble et elle a été moins affectée par la récession du début des années 1990 que bon nombre d’autres régions. Cela est dû aussi au développement de l’industrie pétrolière dans certaines régions industriellement sinistrées.
Il existe également un secteur de développement et design électronique particulièrement dynamique et en pleine croissance, basé sur ses liens avec les universités et les compagnies locales. Les entreprises locales sont présentes dans des réseaux d'entreprise : Highlands and Islands Enterprise et Local enterprise company, sous l'égide de l’agence de développement Scottish Enterprise (en). À noter la présence de multinationales telles que National Semiconductor, IBM ou Motorola.
Les autres secteurs majeurs de l’économie de l’Écosse sont : la banque et les services financiers, l’éducation, le divertissement, la biotechnologie, les transports, le pétrole, le gaz, le whisky, et le tourisme.
Les ventes de produits écossais — produits traditionnels tels que whisky, cachemire ou saumon — réalisées à Paris ont augmenté de 145 % en 1995[réf. nécessaire]. Les principaux clients de l'Écosse sont les États-Unis, la France et l'Allemagne.
Le produit intérieur brut (PIB) de l’Écosse était légèrement supérieur à 74 milliards de livres sterling en 2002, soit un PIB par habitant de £14 651.
Édimbourg est le centre financier de l’Écosse et la 6e place d’Europe avec les grandes compagnies du secteur financier qui y sont basées, incluant la Royal Bank of Scotland (la seconde plus grande banque d’Europe, la cinquième mondiale), HBOS (propriétaire de Bank of Scotland) et Standard Life Insurance.

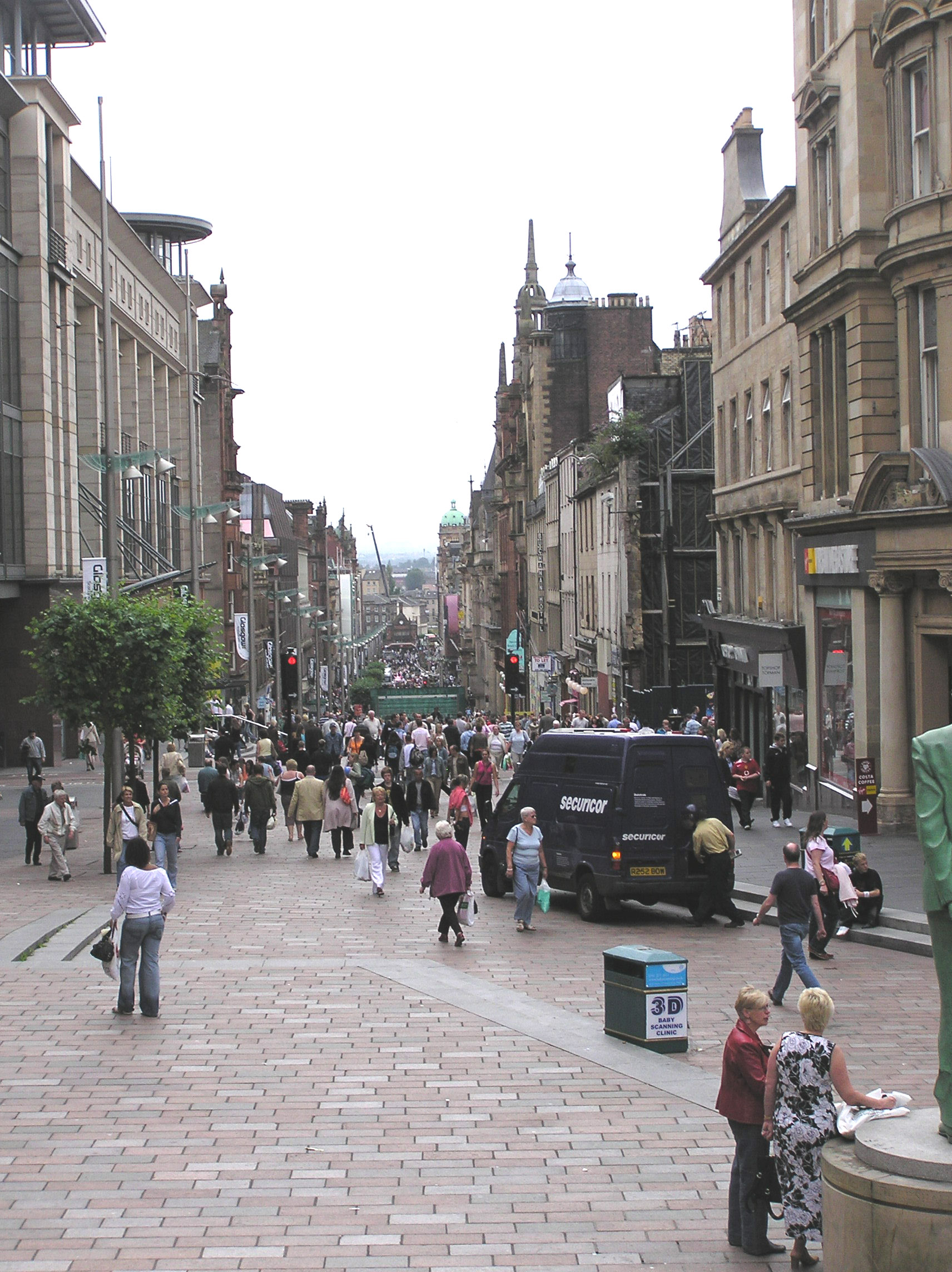
Buchanan Street, au centre du quartier commerçant de Glasgow.

Glasgow est le principal port d’Écosse et le quatrième plus grand centre industriel du Royaume-Uni, comptant pour plus de 60 % des exportations écossaises. La construction navale, bien qu’en déclin depuis le début du XXe siècle, compte toujours pour une bonne part de l’économie écossaise. La ville possède le quartier commerçant et de distribution le plus grand et le plus important économiquement du Royaume-Uni après le quartier de West End à Londres. Glasgow est également l'un des vingt plus grands centres financiers d’Europe et abrite le siège social de nombreuses entreprises britanniques. Les autres industries importantes présentes à Glasgow sont le textile, la chimie, la pêche, la brasserie et la distillation. En 1909, Charles Gordon, le gendre du créateur de la distillerie Glenfiddich, fut le premier à prendre la mer pour exporter son single malt.
Les familles modestes sont confrontées à des difficultés importantes dans d’accès aux transports publics et aux logements.

### Politique monétaire
La Banque centrale du Royaume-Uni, la Banque d'Angleterre, imprime des billets de banque qui sont les seuls ayant cours légal en Angleterre et au pays de Galles. Cependant, des banques en Écosse et en Irlande du Nord ont le droit d'émettre leurs propres billets. En Écosse, ce sont la Bank of Scotland, la Clydesdale Bank et la Royal Bank of Scotland qui impriment les billets. Un billet de banque écossais peut être accepté (sans toutefois avoir cours légal) dans tout le territoire du Royaume-Uni, ainsi que dans les dépendances de la Couronne (les lois financières étant différentes dans les pays constituants du Royaume-Uni, les Écossais ne sont pas obligés d'accepter les billets anglais, et les Anglais ne sont pas obligés d'accepter les billets écossais, mais tout le monde est obligé d'accepter les pièces de monnaie d'au moins une livre).

## Politique
L'Écosse est l'un des quatre pays constitutifs du Royaume-Uni, qui ne possède pas une constitution écrite unique. Jusqu'à l'Acte d'Union de 1707, l'Écosse était une nation indépendante. Cependant, à la suite de ces Actes d'Union, les parlements anglais et écossais furent dissous et remplacés par un unique parlement pour toute la Grande-Bretagne qui utilisa les bâtiments et le système institutionnel de l'ancien parlement anglais. Les couronnes écossaises et anglaises furent réunies en 1603 par Jacques VI d'Écosse lorsqu'il devint Jacques Ier d'Angleterre. En 1801, l'Irlande fut à son tour intégrée au Royaume-Uni.
Jusqu'en 1999, l'Écosse n'a pas eu de législation spécifiquement nationale, malgré diverses tentatives au cours des ans d'implanter durablement une sorte d'autonomie. Le Parlement écossais naquit à la suite du Scotland Act de 1998 du Parlement britannique (politique de Devolution). Cette loi expose les sujets sur lesquels Westminster reste compétente, appelés « reserved matters » (« sujets réservés »), tels que la Défense, les Affaires étrangères, les politiques fiscales et économiques, ou encore les législations sur les stupéfiants et l'audiovisuel. Tous les quatre ans, un scrutin proportionnel permet d'élire les 129 députés siégeant au Parlement.
En ce qui concerne l'orientation politique, les électeurs écossais privilégient les candidats de centre gauche au niveau national. Ainsi tous les premiers ministres depuis 1999 sont issus de partis de centre gauche (Travailliste de 1999 à 2007 puis membre du SNP depuis 2007), ce qui n'est pas le cas dans le reste du Royaume-Uni. Ce dernier parti revendiquant une ligne sociale-démocrate. De plus, le SNP est un parti indépendantiste.
Cette mouvance, qui vise à rendre l'Écosse indépendante du Royaume-Uni, est de plus en plus populaire auprès des écossais depuis la mise en œuvre du Brexit contre lequel les écossais (plus europhiles que leurs voisins anglais) ont voté à plus de 62 %.

## Découpage administratif
| 1. Inverclyde 2. Renfrewshire 3. West Dunbartonshire 4. East Dunbartonshire 5. Glasgow 6. East Renfrewshire 7. North Lanarkshire 8. Falkirk 9. Clackmannanshire 10. West Lothian 11. Édimbourg 12. Midlothian 13. East Lothian 14. Fife 15. Dundee 16. Angus | 1. Aberdeenshire 2. Aberdeen 3. Moray 4. Highland 5. Hébrides extérieures 6. Argyll and Bute 7. Perth and Kinross 8. Stirling 9. North Ayrshire 10. East Ayrshire 11. South Ayrshire 12. Dumfries and Galloway 13. South Lanarkshire 14. Scottish Borders 15. Orcades 16. Shetland |  |

## Système juridique
L'Écosse possède un système juridique mixte unique en Europe, basé sur la double base du droit civil dans la lignée du Code de Justinien et de la Common law médiévale. Le système écossais est comparable notamment au système sud-africain.
Depuis l'Acte d'Union de 1707, la législature est partagée avec le reste du Royaume-Uni. Si le système législatif écossais est fondamentalement différent des systèmes gallois et anglais, il fut néanmoins influencé par ce dernier. Depuis le traité de Rome en 1957, le droit européen a fait son entrée sur la scène écossaise, entre autres avec la Convention européenne des droits de l'homme. Le parlement écossais, créé en 1999, peut légiférer sur certains sujets, définis par le Scotland Act (1998).
Les lois écossaises se différencient principalement des lois anglaises et nord-irlandaises dans les domaines du patrimoine, du droit pénal, de la fiducie, de l'héritage, du système de preuves et du droit de la famille. Le droit commercial et le droit fiscal sont en revanche peu différents.
Depuis 1991, une large pré-majorité est accordée à tous les citoyens dès 16 ans ; concrètement, ses effets s'apparentent à celle d'une majorité civile à quelques détails près, comme la possibilité de répudier ultérieurement certains actes juridiques établis entre 16 et 18 ans. Pour les élections concernant l’ensemble de la Grande-Bretagne, le droit de vote demeure à 18 ans pour éviter de déséquilibrer les corps électoraux en faveur de l’Écosse ; en revanche, dans une consultation nationale comme le referendum du 18 septembre 2014, les 16-17 ans votent.
Les jurys comptent habituellement 15 membres au lieu de 12.

## Culture

### Symboles nationaux

Les armes royales du Royaume-Uni employées en Écosse, avec la devise nationale "In My Defens God Me Defend" raccourcie en "IN DEFENS", et la devise de l'ordre du chardon Nemo me impune lacessit.

La culture écossaise se démarque de celles des autres nations du Royaume-Uni par un certain nombre de particularités. Elle a en effet moins subi l'influence latine des envahisseurs romains, les populations pictes étant demeurées isolées jusqu'au Ve siècle. Très marquée par ses relations, souvent conflictuelles, avec l'Angleterre, l'Écosse a été davantage influencée qu'elle par les cultures scandinave et irlandaise du Moyen Âge, en fonction des envahisseurs successifs. L'échec des rébellions jacobites ont marqué un tournant dans l'histoire culturelle écossaise, en inaugurant un rapprochement d'envergure avec l'Angleterre, au sein du Royaume-Uni.

Le drapeau de l'Écosse.

L'Écosse, en tant que nation, dispose ainsi de symboles qui lui sont propres, tel son drapeau, le Saltire, ou encore le chardon, mais ne dispose pas d'un hymne national, l'hymne du Royaume-Uni étant le seul reconnu officiellement. Les principales célébrations sont également propres à l'Écosse, qu'elles soient officielles, comme la fête nationale du 30 novembre (le jour de la saint André, Saint Andrew's Day), ou issues de traditions diverses, comme la Burns Night ou encore Hogmanay. Ces dernières, fortement marquées de l'empreinte culturelle écossaise, ont été exportées au Nouveau Monde, où une autre célébration existe, Tartan Day, imprégnée d'héritage écossais, mais ignorée en Écosse.

Armes du royaume d'Écosse

Les Armoiries de l'Écosse consistent en un « blason d'or au lion rampant de gueules armé et lampassé d'azur au double trescheur fleuronné et contre-fleuronné du même.» (lion rouge aux griffes et langue bleues sur écu jaune encadré d'une orle double fleurée vers l'intérieur et l'extérieur). Ces armoiries de l'Écosse constituent les quarts 1 & 4 (écartelés 1 et 4) des armes royales de la monarchie Britannique en Écosse sur lesquelles la licorne (symbole héraldique du pays depuis le XIIe siècle) couronnée occupe dextre tandis que le lion couronné britannique occupe senestre. Ces positions sont inversées sur la version anglaise des armes de la monarchie sur lesquelles le lion couronné britannique est à dextre et la licorne écossaise (portant la couronne autour de son cou) occupe senestre.

### Langues et littérature
Les diverses influences ayant baigné l'Écosse se traduisent également dans une pluralité de langues. Deux sont officielles, l'anglais et le gaélique écossais. Cette dernière, langue traditionnelle aujourd'hui minoritaire, a très largement perdu sa place face à l'anglais écossais, variété régionale de l'anglais moderne. Le scots, langue germanique proche de l'anglais, est l'idiome régional des Lowlands, au sud du pays ; l'écrivain Robert Burns l'a largement utilisé dans ses œuvres.

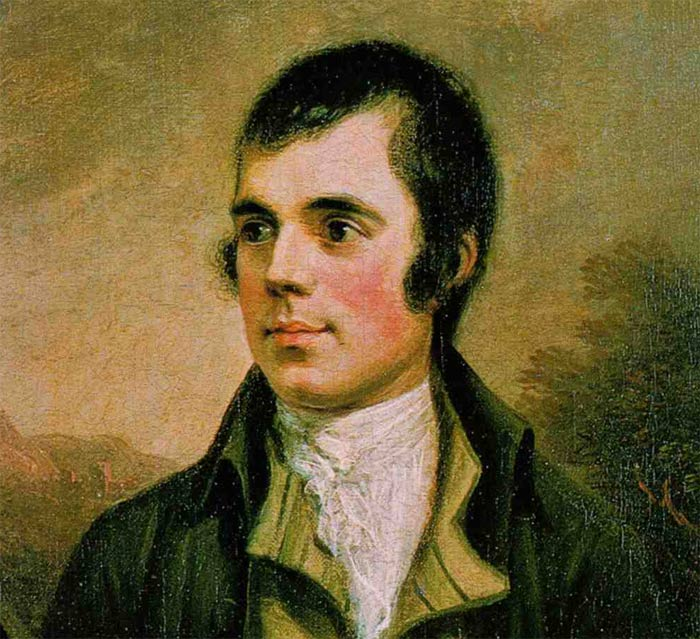
L'écrivain Robert Burns.

La littérature écossaise est riche en écrivains, mais deux lui sont particulièrement associés, Robert Burns et Walter Scott. Si Burns s'est illustré par sa poésie, ancrée dans le folklore écossais, Scott a été l'un des fondateurs du roman historique. De nombreux poètes ont également marqué l'histoire littéraire écossaise, depuis le Castalian Band de la Renaissance jusqu'à Edwin Morgan, le poète national actuel. Le mouvement de la Renaissance écossaise, au début du XXe siècle, a marqué un regain d'intérêt des écrivains pour leur héritage culturel propre, dans le pendant du Celtic revival irlandais de la même époque.

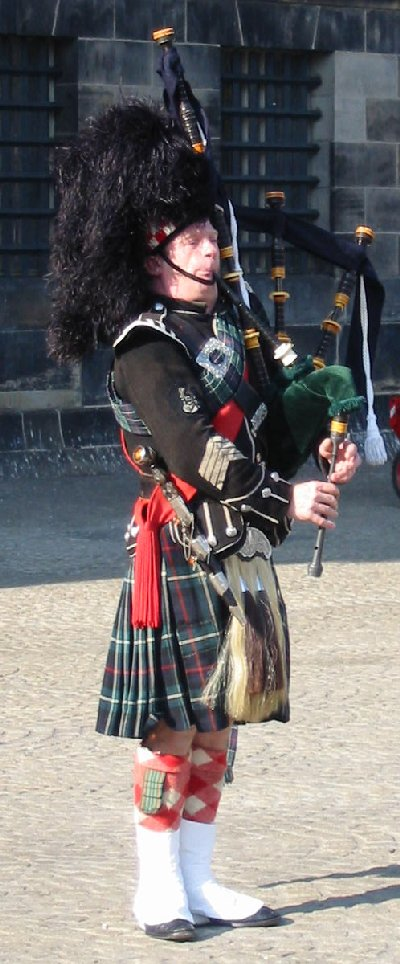
Joueur de cornemuse en costume traditionnel, à Amsterdam, 2003.

Au plan de la philosophie, les Lumières écossaises, au XVIIIe siècle, ont développé une science de l'Homme, avec des penseurs comme David Hume, Francis Hutcheson et Adam Smith, qui continuent d'influencer la pensée moderne.

### Musique et danse
La musique traditionnelle écossaise est rattachée aux musiques celtiques ; elle est en effet restée proche de la musique irlandaise, avec laquelle elle partage certains instruments, comme la clàrsach, ou harpe celtique. La cornemuse est de développement plus récent, et le violon lui est encore postérieur. Les airs joués couvrent un vaste répertoire, allant des complaintes traditionnelles aux musiques militaires ou d'inspiration religieuse, en passant par les airs de danse.
Les danses traditionnelles écossaises peuvent se répartir en trois grands groupes. Les country dances et les céilidh dances sont des danses de société pratiquées par des couples disposés en sets. Les danses des Highlands se pratiquent elles en solo ; cette forme de danse a évolué dans le contexte des jeux des Highlands, où il accompagne la musique de la cornemuse.

### Beaux-arts
L'architecture écossaise a été marquée, depuis le classicisme, de l'influence de grandes figures de l'architecture telles que Robert Adam et William Henry Playfair, pour le style néoclassique, ou encore Charles Rennie Mackintosh et la Glasgow School de l'Art nouveau. Certains styles architecturaux ont émergé en Écosse, comme le Scottish baronial style, et lui sont restés propres. L'architecture traditionnelle est centrée sur les modèles de la black house, dans les Highlands, et de la maison-tour, dont sont issus nombre de châteaux écossais.
Si l'art écossais remonte à l'époque picte, avec notamment les pierres pictes sculptées, et si le Moyen Âge a été caractérisé par le développement d'un art chrétien ayant donné naissance à de nombreux manuscrits enluminés, ce n'est pas avant la période des Lumières que l'art s'est véritablement développé en Écosse. Le XVIIIe siècle a ainsi vu l'apparition de peintres de renommée européenne — Allan Ramsay et Henry Raeburn en sont des exemples. La Royal Scottish Academy of the Fine Arts fut fondée au début du XIXe siècle, alors que l'impressionnisme et l'Art nouveau étaient en gestation.

### Mythologie
La mythologie écossaise découle de la plus large mythologie celtique, les légendes du cycle d'Ulster et du cycle fenian ayant été reprises et réadaptées à différentes époques par les bardes et poètes écossais. Certaines figures du folklore populaire sont en revanche particulières au pays, comme les each uisge, chevaux maléfiques hantant les lochs, la banshee, messagère de l'au-delà, et brownies, malicieux génies du foyer.

### Culture populaire
La cuisine écossaise est marquée par l'utilisation de l'avoine, aujourd'hui en partie remplacée par la pomme de terre, et qui se retrouve dans des préparations telles que le porridge et les oatcakes, mais aussi dans le haggis. Considéré comme plat national, ce dernier est une panse de brebis farcie qui a donné naissance à tout un folklore, depuis les dîners de la Burns Night jusqu'aux légendes du haggis sauvage. Le whisky est une autre production culinaire écossaise largement diffusée à l'étranger. Cinq grandes régions se répartissent la production de cet alcool fort d'orge maltée.
Le tartan est une étoffe de laine particulièrement présente dans les costumes traditionnels écossais, dont le kilt est l'un des éléments. Porté exclusivement par les hommes, le tartan dans lequel il est coupé marque l'appartenance du porteur à un clan ou à une région.
En juillet 2009, le « Gathering » (rassemblement) réunit, à Édimbourg, dans Holyrood Park, 30 000 Écossais, avec une participation des différents clans des Highlands et de la diaspora écossaise mondiale. Ce rassemblement populaire devrait se produire à nouveau en 2013.
Dans la série de romans Harry Potter écrite par l'écrivaine britannique J. K. Rowling, le château de Poudlard, école de sorcellerie et principal théâtre des événements, est situé en Écosse.
Baltazar Picsou, personnage inventé par Carl Barks, serait né en Écosse à Glasgow d'après La Jeunesse de Picsou de Don Rosa.

### Religion
État de tradition chrétienne, l'Écosse est à majorité protestante, l'Église d'Écosse en étant le mouvement principal.
Le catholicisme, second en nombre de fidèles, est particulièrement implanté dans le centre-ouest et les îles de l'ouest de l'Écosse, où il a survécu à la Réforme.
Le judaïsme est présent depuis des siècles en Écosse. Selon le recensement de 2011, 5 887 Juifs vivent en Écosse, soit une baisse de 8,7 % par rapport à 2001. Environ 25 % de la population juive écossaise réside dans la banlieue de Newton Mearns au sud de Glasgow, les autres à Edimbourg et dans une moindre mesure à Dundee. Aujourd'hui, toutes les communautés juives connues en Écosse sont représentées par le Conseil écossais des communautés juives. Dans ce pays, les Juifs ont été peu voire pas victimes d'antisémitisme, mais ces dernières années, ils déplorent de nombreux incidents en ce sens qui les poussent à quitter leur pays,.
Les mouvements récents d'immigration ont introduit l'islam, aux côtés des religions asiatiques.
En 2001, environ 30 % de la population se déclarait sans religion.

## Tourisme
Forteresses, manoirs et demeures, souvent situés dans des sites exceptionnels, affichent fièrement leurs revenants, comme le fameux Fernie Castle et les non moins connus Kilconquhar Castle et Dalhousie Castle, au nord d'Édimbourg. La plupart d'entre eux accueillent les touristes en mal de frissons pour des soirées de jeux de rôle. Fantômes et esprits errants sont désormais pistés par les scientifiques du groupe d'étude sur la parapsychologie de l'université d'Édimbourg : apparitions de spectres dans un corridor, anomalies photographiques et contacts physiques sont analysés par des méthodes d'enregistrement de plus en plus sophistiquées.

## Sport

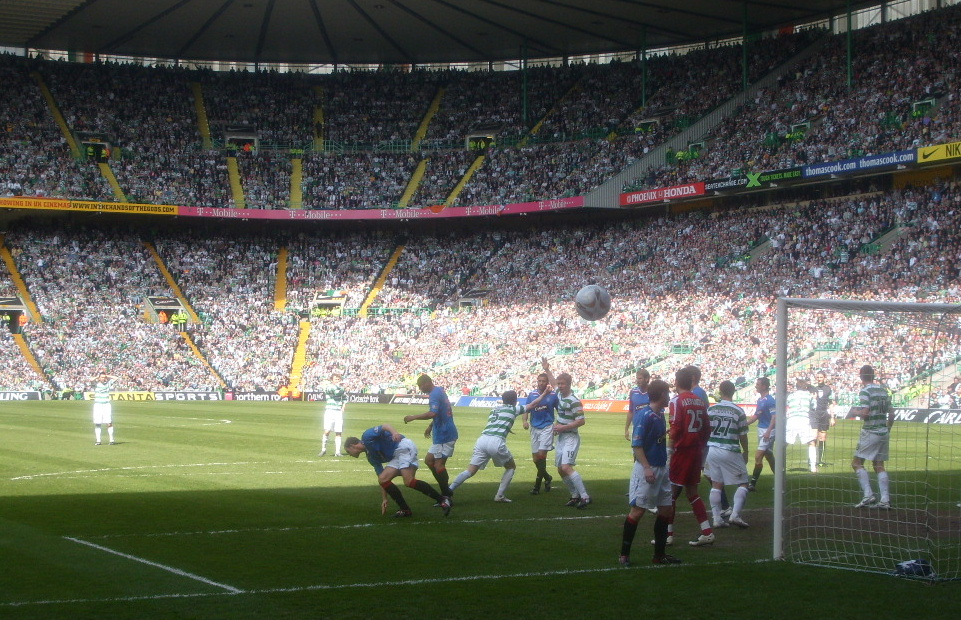
Match entre le Celtic et les Rangers de Glasgow, au Celtic Park. Le match entre ces deux équipes est appelé « Old Firm », vieille entente en français.

Le sport est une composante importante de la culture écossaise. Le sport le plus populaire, le football, est pratiqué depuis le XIXe siècle, et est sujet à des rivalités communautaires, dont la plus connue est probablement l'antagonisme entre supporters du Celtic FC, catholiques et issus de la communauté irlandaise, et ceux des Glasgow Rangers, protestants. Depuis le début de la création de la Scottish Premier League, seuls deux clubs ne sont jamais descendus en deuxième division écossaise : Celtic FC et Aberdeen FC. Le golf, apparu au XVe siècle, est considéré comme originaire d'Écosse. Alors que ce sport est, ailleurs, doté d'une image élitiste, il est considéré en Écosse comme populaire, l'ensemble de la société pouvant le pratiquer. Les Highland Games sont des compétitions sportives traditionnelles célébrant l'héritage culturel écossais et la culture celtique. Ils sont le siège d'épreuves de force, dont la plus connue est probablement Toss the caber, un lancer de tronc d'arbre, mais aussi de concours de musiques et de danses traditionnelles.

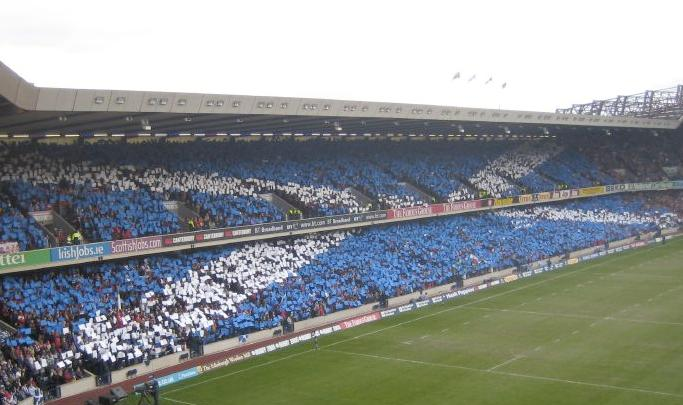
Match de l'équipe d'Écosse de rugby à XV au Stade de Murrayfield.

Bien que moins populaire que le football, le rugby en Écosse est un sport apprécié par la population. L'équipe d'Écosse de rugby à XV, aussi surnommée le XV du Chardon, dispute tous les ans le tournoi des Six Nations, tournoi se disputant entre février et avril. regroupant les meilleures équipes européennes que sont l'Angleterre, le pays de Galles, la France, l'Irlande et l'Italie. Le rugby écossais est régulièrement classé dans les dix meilleures nations au classement de l'IRB. En club, deux équipes écossaises, les Glasgow Warriors et Édimbourg Rugby, participent à la coupe d'Europe de rugby à XV et au championnat de la Celtic League, championnat regroupant des équipes galloises, irlandaises et italiennes. Le championnat d'Écosse de rugby à XV est donc semi-professionnel et se dispute, quant à lui, sur l'ensemble du pays.
Il est généralement admis que le curling a été inventé au XVIe siècle en Écosse, en dépit de l'existence de deux tableaux de Pieter Brueghel l'Ancien qui représentent des paysans hollandais en train de jouer au curling.

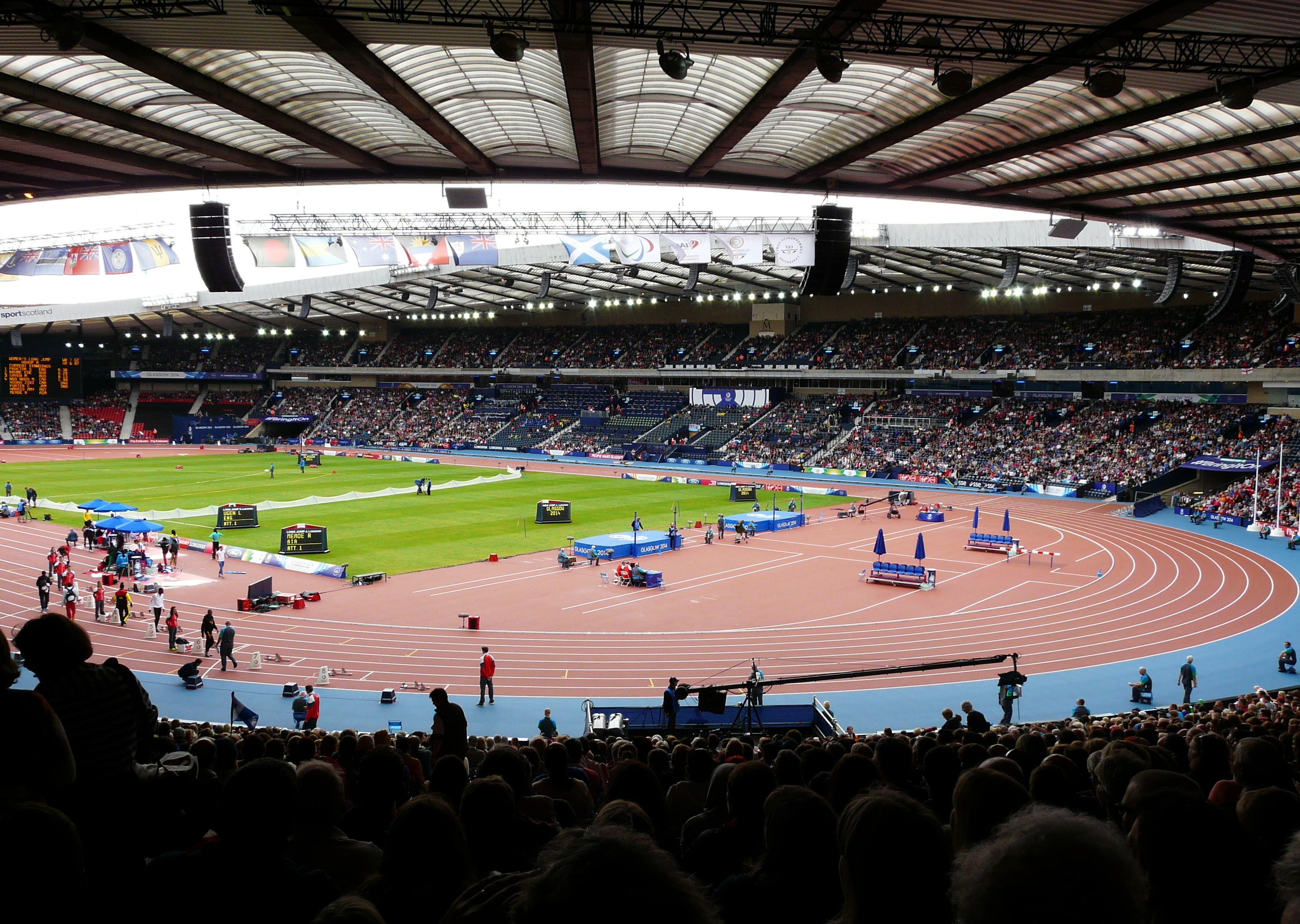
Le Hampden Park de Glasgow lors des jeux du Commonwealth en 2014.

Les Écossais participent aux Jeux olympiques sous les couleurs du Royaume-Uni, mais envoient leur propre délégation aux Jeux du Commonwealth.
Les plus importants stades d'Écosse sont le Celtic Park, le Hampden Park et l'Ibrox Stadium de Glasgow, ainsi que le Murrayfield Stadium d'Édimbourg. Le Celtic Park est le stade éponyme du club de football, le Hampden Park est celui de l'équipe de football d'Écosse (et du Queen's Park FC), l'Ibrox stadium celui des Glasgow Rangers et le Murrayfield Stadium est le stade de rugby du pays, accueillant l'équipe nationale et Édimbourg Rugby.

## Écossais célèbres
Cette liste ne vise pas l'exhaustivité, mais à regrouper, autant que possible, les personnalités nées en Écosse et ayant influencé de manière significative l'histoire, les arts ou les sciences de leur époque.

### XIIIesiècle
- William Wallace (1272-1305), héros national.
- Robert Bruce (1274-1329), vainqueur de la bataille de Bannockburn en 1314 face aux Anglais.

### XVesiècle
- Robert Irland (vers 1475-1561), né à Angus, fils d'Alexandre Irland, Baron de Burnben. Célèbre professeur écossais qui émigra en France et devint docteur en droits civil et canonique.
- Robert Carver (1485-1570), compositeur.

### XVIesiècle
- John Knox (vers 1515-1572), disciple de Jean Calvin, fondateur de l'Église réformée d'Écosse, ennemi de la catholique Marie Stuart.
- Marie Stuart (1542-1587), reine d'Écosse au destin tragique.
- John Napier (1550-1617), mathématicien, concepteur du logarithme népérien.
- George Buchanan (1506-1582), historien.

### XVIIesiècle
- John Law de Lauriston (1671-1729), économiste, ministre des Finances de France, instaurateur du papier-monnaie.
- Robert Roy MacGregor (1671-1734), alias Rob Roy, bandit et héros national.
- James Stirling (1692-1770), mathématicien qui a donné un équivalent asymptotique de n!.
- William Paterson, fondateur de la Banque d'Angleterre le 27 juillet 1694, originaire de Dumfries.
- William Kidd (1645-1701), pirate et corsaire.

### XVIIIesiècle
- Thomas Reid (1710-1796), fondateur de l'école écossaise de philosophie.
- David Hume (1711-1776), né à Édimbourg, philosophe, économiste et historien, l'un des plus importants penseurs des Lumières écossaises.
- Flora MacDonald (1722-1790), héroïne jacobite.
- Adam Smith (1723-1790), né à Kirkcaldy, célèbre économiste et père fondateur de la doctrine du libéralisme économique.
- James Watt (1736-1819), concepteur-clé de la machine à vapeur, symbole de la révolution industrielle. L'unité de puissance, le watt, porte son nom.
- James Tytler (1742-1806), journaliste, rédige et publie en 1771 la première version de l'Encyclopedia Britannica.
- John Paul Jones (1747-1792), fondateur de l'US Navy, originaire de Kirkcudbright.
- John McAdam (1756-1836), d'Ayr, invente en 1815 un procédé de revêtement des chaussées, à l'aide de pierres concassées (macadam).
- Robert Burns (1759-1796), poète.
- Thomas Muir de Huntershill (en) (1765-1799), avocat, réformateur politique et surnommé "père de la démocratie écossaise".
- Sir Walter Scott (1771-1832), poète et écrivain.
- James Boswell (1740-1795), biographe, ami de Pascal Paoli.
- James Grant (1793-1836), figure de la révolution texane.

### XIXesiècle
- Robert Louis Stevenson (1850-1894), écrivain et compositeur.
- David Livingstone (1813-1873), missionnaire et découvreur des sources du Zambèze en 1865 ; sa célèbre rencontre avec Stanley se situe en 1871.
- James Clerk Maxwell (1831-1879), physicien, célèbre pour avoir unifié l'électromagnétisme avec les équations de Maxwell.
- John Boyd Dunlop (1840-1921), vétérinaire et inventeur du pneumatique en caoutchouc. Les premières usines de pneus ont été créées à Dublin en 1889.
- James Dewar (1842-1923), chimiste, inventeur de procédés permettant de liquéfier des gaz à très basse température, cocréateur de la cordite.
- Mary Slessor (1848-1915), missionnaire.
- George MacDonald (1824-1905), auteur de livres pour enfants.
- Sir Arthur Conan Doyle (1859-1930), médecin, écrivain, auteur de Sherlock Holmes.
- Alexander Fleming (1881-1955), originaire de Darvel, découvre la pénicilline le 3 septembre 1928.
- James Esdaile (1808-1859), chirurgien préoccupé d'analgésie, a effectué de nombreuses interventions chirurgicales majeures en Inde, sous hypnose, à une époque où l'anesthésie n'existait pas encore.

### XXesiècle
- Sir J. M. Barrie (1860-1937), écrivain et dramaturge, auteur de Peter Pan.
- Ramsay MacDonald (1866-1937), premier ministre britannique (1924, 1929-1935).
- Allan Alexander Allan dit Scotty Allan (1867-1941), musher américain.
- Harry Lauder (1870-1950), artiste et amuseur public.
- John Buchan (1875-1940), auteur de The Thirty-nine Steps.
- Marie Stopes (1880-1958), écrivaine, paléobotaniste, eugéniste, militante pour le droit des femmes et pionnière du contrôle des naissances.
- John Logie Baird (1888-1946), l'inventeur du téléviseur.
- John Archibald Cronin (1896-1981), écrivain.
- Elizabeth Bowes-Lyon (1900-2002), également connue sous le nom de Queen Mother, mère de la reine Élisabeth II.
- Muriel Spark (1918-2006), écrivaine.
- Deborah Kerr, (1921-2007), actrice, née à Helensburgh.
- Alistair MacLean (1922-1987), écrivain.
- Bill McLaren, (1923-2010), journaliste sportif, né à Hawick.
- Jim Clark (1936-1968), pilote, double champion du monde de formule 1, né à Kilmany (en).
- Bon Scott (1946-1980), chanteur du groupe AC/DC, né à Kirriemuir.
- Gordon Brown (1947-2001), joueur de rugby, né à Troon.

### XXIesiècle
Personnalités du cinéma :
- Peter Mullan (1959) acteur, réalisateur
- Sean Connery (1930-2020), acteur, producteur, né à Édimbourg.
- David McCallum (1933-2023), acteur et musicien, né à Glasgow.
- Sylvester McCoy (1943-), acteur, né à Dunoon.
- Ian McDiarmid (1944-), acteur, né à Carnoustie.
- Bill Forsyth (1946-), écrivain, réalisateur (Local Hero et Gregory's Girl).
- James Cosmo (1948-), acteur, né à Clydebank.
- Peter Capaldi (1958-), acteur et réalisateur, né à Glasgow.
- Robert Carlyle, (1961-), acteur, né à Glasgow.
- Alan Cumming (1965-), acteur, écrivain, directeur, producteur de films.
- Dougray Scott (1965-), acteur et producteur.
- John Barrowman (1967-), acteur, chanteur et présentateur de télévision né à Glasgow.
- Lynne Ramsay (1969-), réalisatrice (We Need to Talk about Kevin, Le Voyage de Morvern Callar), née à Glasgow.
- Gerard Butler (1969-), acteur, né à Paisley.
- Ewan McGregor (1971-), acteur, né à Crieff.
- David Tennant (1971-), acteur, né à Bathgate.
- Kevin McKidd (1973-), acteur, né à Elgin.
- Hans Matheson (1975-), acteur écossais.
- Kelly Macdonald (1976-), actrice, née à Glasgow.
- James McAvoy (1979-), acteur, né à Port Glasgow.
- Karen Gillan (1987-), actrice, née à Inverness.
- Freya Mavor (1993-), actrice de la série Skins, née à Glasgow.
- Billy Boyd (1968-), acteur et musicien, né à Glasgow.
- Graham McTavish (1961-), acteur, né à Glasgow.
- Sam Heughan (1980-), acteur, né à New Galloway.
- Rose Leslie (1987-), actrice, née à Aberdeen.

Personnalités du monde de l'écriture :
- Robbie Coltrane (1950-2022), acteur, écrivain et comédien.
- Iain Banks (1954-2013), écrivain.
- Carol Ann Duffy (1955-) poétesse et dramaturge, poète lauréat du Royaume-Uni.
- Graham Masterton (1946-), écrivain.
- Ian Rankin (1960-), écrivain.

Personnalités de la musique :
- Donovan (1946-), chanteur, compositeur et musicien folk rock né dans le quartier de Maryhill, à Glasgow.
- Ian Anderson (1947-), chanteur, compositeur et musicien, fondateur du groupe Jethro Tull, né à Dunfermline.
- Mark Knopfler (1949-), guitariste, fondateur du groupe de rock Dire Straits, né à Glasgow.
- Annie Lennox (1954-), chanteuse du groupe Eurythmics.
- Angus (1955-) et Malcolm Young (1953-2017), guitaristes du groupe de rock australien AC/DC, nés à Glasgow.
- Bon Scott (1946-1980), chanteur du groupe australien AC/DC, né à Forfar.
- Fish (William Derek Dick, dit) (1958-), chanteur, né à Dalkeith.
- Susan Boyle (1961-), chanteuse, née à Blackburn West Lothian.
- KT Tunstall (1975-), auteur-compositrice et guitariste née à Édimbourg.
- Simple Minds, groupe de rock et de new wave fondé en 1977.
- Calvin Harris (1984-), DJ, né à Dumfries.
- Texas, groupe de rock fondé en 1985.
- Amy Macdonald (1987-), chanteuse de folk-rock, née à Glasgow.
- Jack Bruce (1943-2014), musicien, chanteur, bassiste, pianiste, compositeur, cofondateur du groupe Cream.
- Guy Berryman (1978-), bassiste du groupe Coldplay, est né à Kirkcaldy.
- Caitlin nic Aonghais (1969-), chanteuse, actrice et présentatrice de télévision, née à Uibhist a deas, dans les Hébrides.

Personnalités politiques :
- Gordon Brown (1951-), Premier ministre britannique de 2007 à 2010, né à Giffnock.

Scientifiques :
- Eric Temple Bell (1883-1960), mathématicien.
- William Cochran (1909-1980), mathématicien et statisticien.
- Bill Napier (1940-), astronome.

Sportifs :
- Jackie Stewart (1939-), pilote, triple champion du monde de Formule 1, né à Dumbarton.
- Tom Conti (1941-), acteur.
- Alex Ferguson (1941-), ancien manager de Manchester United parti à la retraite la fin de la saison 2012/2013 qui détient le record de trophées obtenus par un entraîneur de football.
- Kenny Dalglish (1951-) à Glasgow, ancien footballeur notamment du Celtic de Glasgow et du FC Liverpool puis devenu entraineur.
- Andy Irvine (1951-), joueur de rugby, né à Édimbourg.
- Gavin Hastings (1962-), joueur de rugby, né à Édimbourg.
- Colin McRae (1968-2007), pilote de rallye, champion du monde 1995.
- David Coulthard (1971-), pilote automobile ayant piloté en Formule 1 pour Williams F1 Team et McLaren Racing, commentateur (BBC).
- Dario Franchitti (1973-), pilote automobile écossais double vainqueur des 500 miles d'indianapolis (2007 et 2010), né à Bathgate.
- David Millar (1977-), coureur cycliste né à Malte mais écossais par ses parents.
- Drew Galloway (1985-), catcheur employé à la World Wrestling Entertainment, né à Ayr.
- Paul di Resta (1986-), pilote automobile écossais, champion en DTM en 2010 et ayant piloté en Formule 1 pour Force India de 2011 à 2013.
- Andy Murray (1987-), joueur de tennis, vainqueur de l'US Open en 2012 et du Tournoi de Wimbledon en 2013. Finaliste de l'Open d'Australie 3 fois (2010, 2011 et 2013) ; vainqueur de l'épreuve simple homme des Jeux Olympiques de Londres en 2012, né à Dunblane.
- Alan Wells, (1952-),né à [[Edimbourg], champion olympique du 100m en 1980 pour la Grande-Bretagne
- Andrew Robertson,(1994-), né à Glasgow, footballeur évoluant au Liverpool FC depuis 2017.

Autres :
- Jack Vettriano (1951-), peintre.
- Gordon Ramsay (1966-), chef cuisinier et restaurateur écossais né à Johnstone.